# Liste der Bürgermeister von Leoben

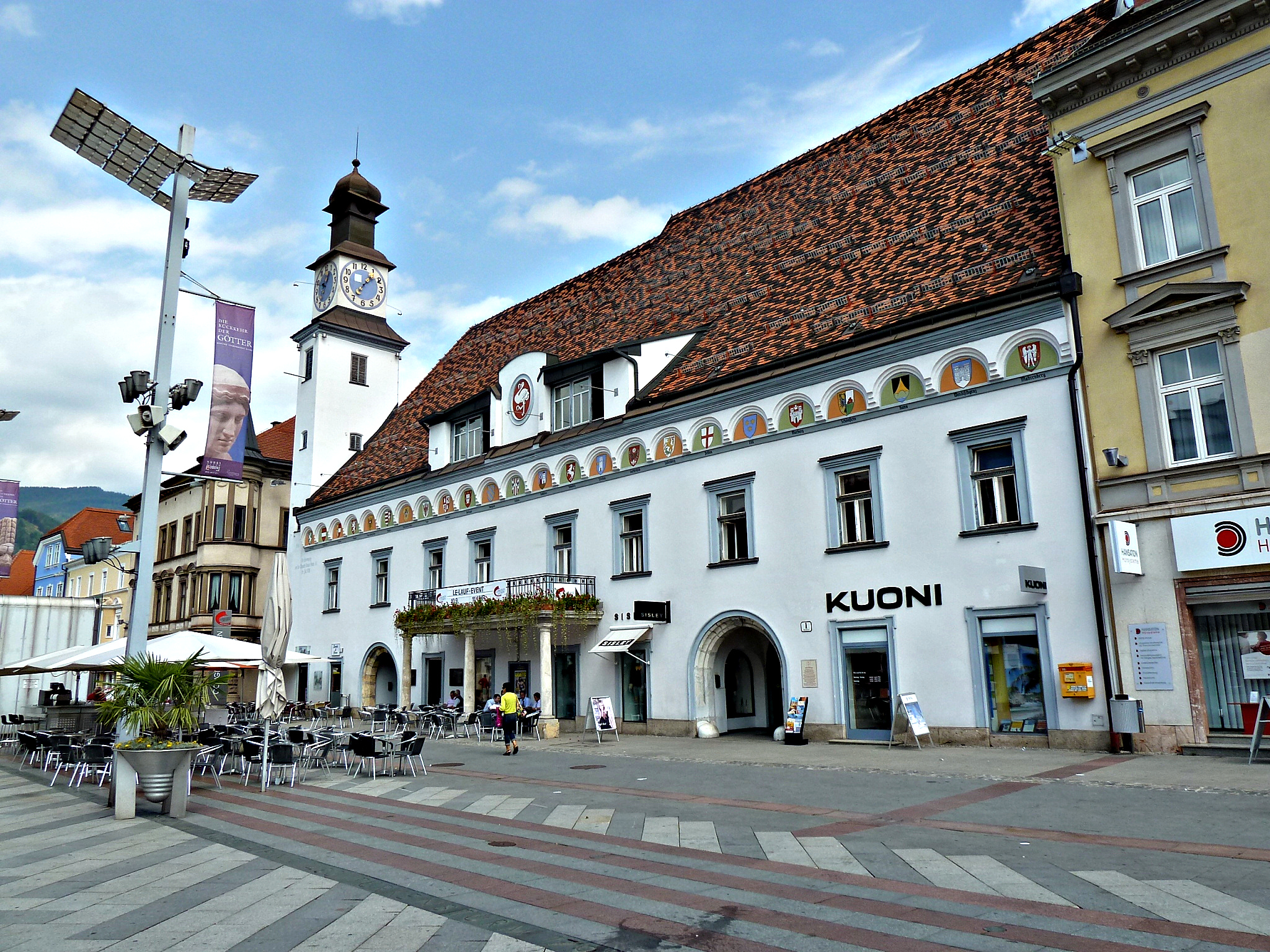
Das Alte Rathaus, bis 1973 Sitz der Stadtverwaltung

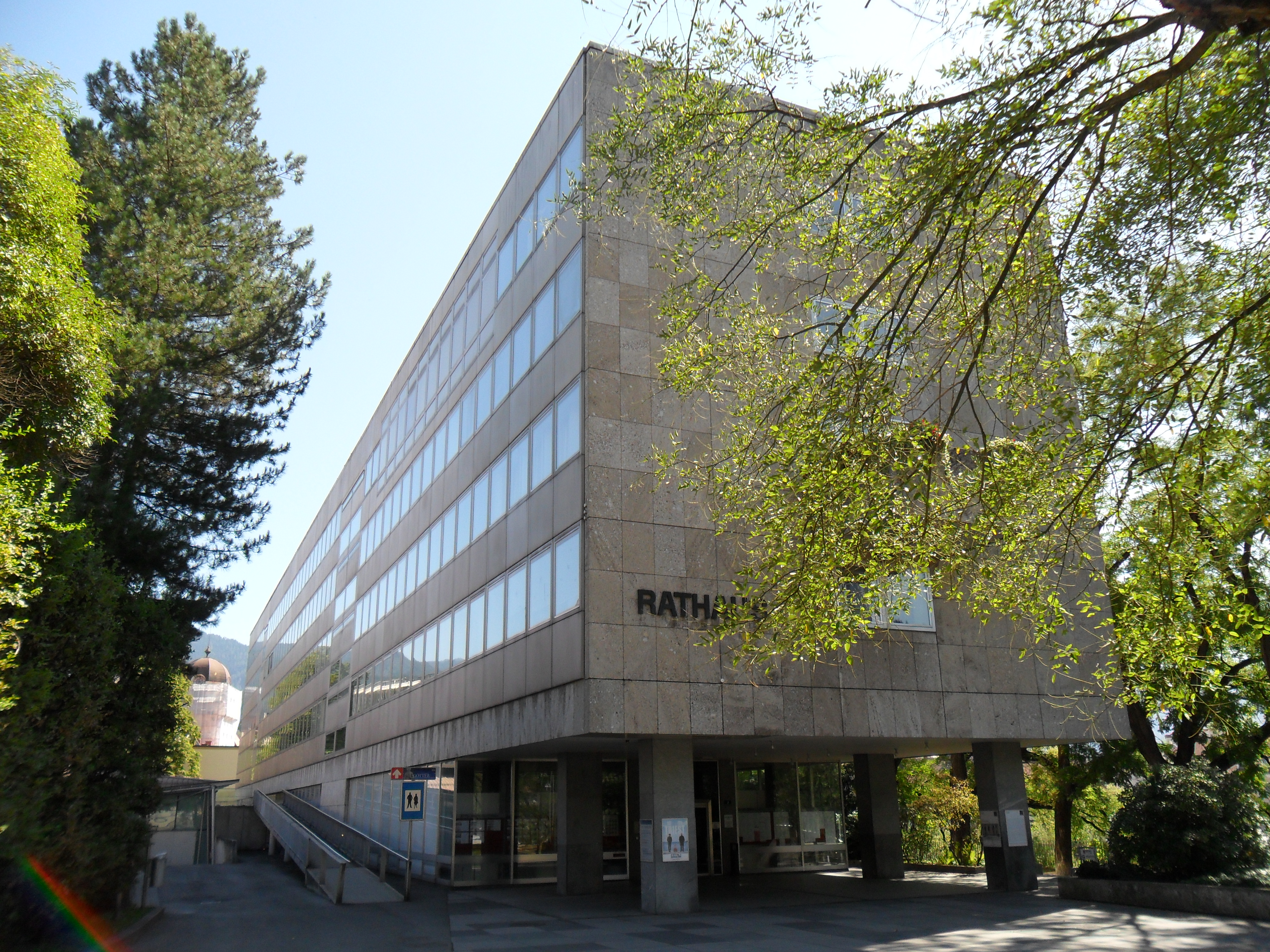
Das Neue Rathaus

Diese Liste der Bürgermeister umfasst in antichronologischer Folge die Stadtoberhäupter der Stadt Leoben seit dem Jahr 1850. 
Bereits um 1400 wird ein Bürgermeister namens Jakob Unger genannt, der jedoch noch nicht die heute darunter verstandene Rolle ausgeübt haben dürfte. Im Verlauf des 15. und frühen 16. Jahrhunderts werden sporadisch weitere Bürgermeister in den Urkunden genannt, ohne dass deren Funktion klar wird. Vielleicht handelt es sich um eine phasenweise Imitation der Ämterstruktur größerer Städte, insbesondere von Graz. Grundsätzlich lagen Stadtverwaltung und Rechtsprechung beim Stadtrat und dem Stadtrichter. 1541 verlieh Ferdinand I. der Stadt das Recht der freien Bürgermeisterwahl durch Rat und Bürgerschaft. Die erste derartige Wahl, bei welcher Wolfgang Donnersberger zum Bürgermeister gewählt wurde, fand am 3. März 1541 statt. Ab 1542 wurde die Wahl jeweils zu Weihnachten abgehalten, wahlberechtigt waren nur mehr die Ratsmitglieder. Mit den Reformen Josephs II.verlor das Bürgermeisteramt und die Wahl desselben zugunsten der staatlichen Zentralgewalt an Wichtigkeit. Auch in der von absolutistischer Restauration geprägten Epoche des Biedermeier war die Kommunalpolitik sehr eingeschränkt. Erst nach der Revolution von 1848/1849 erließ Franz Joseph I. ein Gemeindegesetz, welches die kommunale Selbstverwaltung im heutigen Sinn begründete. Nun konnten wieder ein Gemeinderat und aus ihm ein Bürgermeister gewählt werden. Das mit dem Entstehen der Ersten Republik eingeführte allgemeine, gleiche und geheime Wahlrecht wurde mit der Verfassung des Ständestaates 1934 wieder aufgehoben. Aufgrund der Wirren der Zeit unmittelbar nach dem Zweiten Weltkrieg sollten erst 1950 wieder eigenständige Gemeinderatswahlen stattfinden.

## Auflistung
| Amtszeit  | Name                          | Partei                 | Bild | Anmerkung |
| --------- | ----------------------------- | ---------------------- | ---- | --- |
| Seit 2014 | Kurt Wallner                  | SPÖ                    |      | |
| 1994–2014 | Matthias Konrad               | SPÖ                    |      | |
| 1985–1994 | Reinhold Benedek              | SPÖ                    |      | |
| 1965–1985 | Leopold Posch                 | SPÖ                    |      | |
| 1945–1965 | Gottfried Heindler            | SPÖ                    |      | Von den alliierten Besatzern eingesetzt, später demokratisch im Amt bestätigt.                                                                                      |
| 1939–1945 | Anton Wolfbauer               | NSDAP                  |      | |
| 1938–1939 | Franz Propst                  | NSDAP                  |      | Übergangsweise von November 1938 bis Februar 1939 |
| 1938      | Josef Gogg                    | NSDAP                  |      | Nach dem Anschluss kommissarisch als Bürgermeister eingesetzt |
| 1935–1938 | Anton Kolmayr                 | CS/VF                  |      | Mit dem Anschluss Österreichs abgesetzt |
| 1933–1935 | Eugen Netoliczka-Baldershofen | CS/VF                  |      | Regierungskommissär |
| 1931–1933 | Josef Gogg                    | Deutschnational        |      | Am 11. August 1933 Auflösung des Gemeinderates |
| 1922–1931 | Max Enserer                   | GDVP/Wirtschaftspartei |      | Die Wirtschaftspartei (Bezeichnung variiert, auch Gemeindepartei, Gemeindewirtschaftspartei...) war ein Bündnis deutschdemokratischer und christlichsozialer Kräfte |
| 1921–1922 | Rudolf Bichl                  | SDAP                   |      | |
| 1919–1921 | Johann Primus                 | SDAP                   |      | |
| 1912–1919 | Max Murko                     |                        |      | |
| 1904–1912 | Josef Grübler                 |                        |      | |
| 1890–1903 | Ignaz Buchmüller              |                        |      | |
| 1882–1890 | Friedrich von Gasteiger       |                        |      | |
| 1874–1882 | Bernhard Mareck               |                        |      | |
| 1869–1874 | Anton Lutz                    |                        |      | |
| 1867–1869 | Josef Herzog                  |                        |      | |
| 1864–1867 | Wilhelm Failhauer             |                        |      | |
| 1859–1864 | Joseph Seidl                  |                        |      | |
| 1856–1859 | Franz Pfeifer                 |                        |      | |
| 1850–1856 | Moritz von Schönowitz         |                        |      | |

## Belege
- Stadtamt Leoben (Hrsg.): Statistisches Jahrbuch 2019. 2020, S. 19 (leoben.at [PDF]).
- Marina Brandtner: Diskursverweigerung und Gewalt: Dimensionen der Radikalisierung des politischen Klimas in der obersteirischen Industrieregion 1927–1934. Studien Verlag, Innsbruck, Wien, Bozen 2011, ISBN 978-3-7065-5059-8 (oapen.org [PDF]).
- Günther Jontes: Die Anschlußtage 1938 in Leoben. In: Alt-Leoben. Geschichtsblätter zur Vergangenheit von Stadt und Bezirk. Band 24, März 1988, S. 1–8.
- Christa Schillinger-Prassl: Die Rechtsquellen der Stadt Leoben. In: Fontes Rerum Austriacarum. Österreichische Geschichtsquellen. 3. Abteilung: Fontes Iuris. Band 14. Böhlau, Wien 1997, ISBN 978-3-205-98753-6, S. 47–49.